# Fountain against Torture

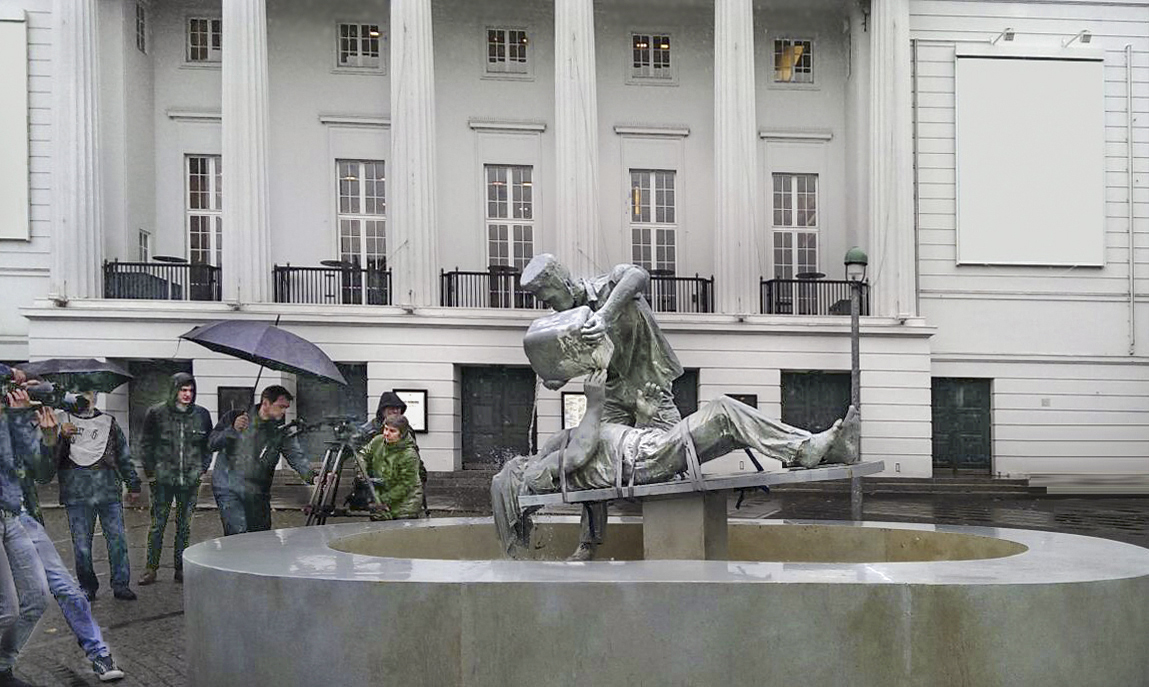
Brunnenskulptur Fountain against Torture, 2015 vor dem Theater am Goetheplatz in Bremen

Fountain against Torture (deutsch: Brunnen gegen Folter) – im deutschsprachigen Raum auch Brunnenskulptur genannt – ist der Titel einer temporären Kunstinstallation des aus Thüringen stammenden Künstlers Erik Tannhäuser. Die Skulptur stellt symbolisch eine Waterboarding genannte Folterszene dar und ist als interaktives Kunstwerk entworfen.

## Geschichte
Über die Entstehungsgeschichte der Brunnenskulptur ist wenig bekannt. Ein Nachrichtenportal aus Bad Honnef berichtete, der Künstler habe einen Freund, der auf Kuba im Gefangenenlager Guantanamo Opfer des Waterboardings geworden war. Durch ihn sei er auf die Idee gekommen, dem Erleben dieser Foltermethode, die zur sogenannten weißen Folter gehört, durch ein Kunstprojekt Ausdruck zu verleihen.
Amnesty International (AI) verwendete die Fountain against Torture für Kampagnen in Bremen und Kassel. Wie es ursprünglich zur Zusammenarbeit zwischen der deutschen Sektion von Amnesty und Erik Tannhäuser kam, ist nicht bekannt. Bekannt ist, dass Tannhäuser Förderer dieser Menschenrechtsorganisation ist und dass Amnesty den Künstler für ein weiteres Kunstprojekt anfragte, was ihn veranlasste, eine Menschenrechtsturm genannte, 6 Meter hohe interaktive Kunstinstallation zu schaffen, die vom 6. bis 13. Oktober 2017 anlässlich der Nationalratswahl in Österreich 2017 im Rahmen einer AI-Kampagne auf Tour durch sieben Städte in Österreich ging.

## Die Skulptur
Fountain against Torture
2017 am Königsplatz in Kassel

Link zum Bild

Bei der Brunnenskulptur handelt es sich um eine Kunstinstallation. Sie ist nicht ortsgebunden und wurde zu verschiedenen Zeiten an unterschiedlichen Orten in Deutschland aufgestellt. Präsentiert wird die symbolisch dargestellte Folterszene des simulierten Ertränkens teils in einem runden, teils in einem rechteckigen Brunnen. Auf dem Brunnensockel wurden mitunter die Worte „Stop Torture“ in Versalien angebracht. Das war der Titel der AI-Kampagne.
Dem Waterboarding nachempfunden wird eine liegende Person dargestellt, die kopfunter auf einem Brett gefesselt ist und ein Tuch über dem Kopf hat. Eine zweite Person steht hinter ihr, hält einen Kanister in den Händen und schüttet der liegenden Person pausenlos Wasser ins Gesicht. Beide Personen befinden sich mitten in einem Brunnen, aus dem das Wasser gezogen wird, das auf das Gesicht der gefolterten Person läuft. Auf den meisten Fotos von der Skulptur streckt die liegende Person ihr Arme wie zur Abwehr nach oben, auf anderen und im Film, der die Ausstellung in Bremen dokumentiert, sind deren Hände gefesselt.
Die Figuren wurden aus Polyester hergestellt und mit hellgrüner Farbe bestrichen. Diese Farbe habe Tannhäuser gewählt, um den optischen Eindruck von Patina auf Kupfer zu erzeugen. Die Skulptur ist 3 Meter breit und 2,50 Meter hoch.
Um interaktive Kunst handelt es sich insofern, als neben dem Brunnen ein Münzapparat stand, in den Rezipienten einen Euro einwerfen und dadurch den Wasserfluss für eine Minute stoppen konnten. Das gesammelte Geld ging als Spende an Amnesty International. Mindestens bei der Präsentation in Bremen konnte der Wasserfluss auch durch Spenden per SMS oder direkt auf der Website von Amnesty gestoppt werden. Durch dieses bürgerschaftliche Engagement seien neben den Online-Spenden allein 30.000 € an Bargeld eingesammelt worden.

## Das Foto
Weltweite Bekanntheit erlangte die Fountain against Torture durch ein Foto des im Dezember 2017 verstorbenen dpa-Fotografen Ingo Wagner, der die Brunnenskulptur in Bremen für die Deutsche Presse-Agentur (dpa) fotografierte. Zahlreiche Medien verwendeten das Foto für ihre Berichterstattung über Folter. Deutschlandfunk Kultur leitete im August 2016 seinen Artikel über „Tumulte“ bei der Aufführung des Theaterstücks Balkan macht frei in Heidelberg mit dem Foto Wagners ein. Holger Schultze, Intendant am Theater und Orchester Heidelberg, lobte die Zuschauerreaktionen als „großen irritierenden Theatermoment“. Der Deutschlandfunk bebilderte im Januar 2017 seinen Bericht über die Absicht von Donald Trump, das geächtete und von Barack Obama in den USA abgeschaffte Waterboarding wieder einzuführen, ebenfalls mit dem dpa-Foto von Wagner.
Zur Illustration findet sich Wagners Foto nicht nur in deutschen Medien, was der Skulptur internationale Beachtung verschaffte. Die finnische Boulevardzeitung Ilta-Sanomat nannte im November 2015 in ihrem Bericht über Folter in China Künstler- und Fotografennamen für das verwendete Foto, was nicht selbstverständlich ist. Oft wird es bei dem Kürzel „dpa“ belassen. Das Schweizer Radio und Fernsehen (SRF) unterlegte im Juli 2016 einen Podcast mit einem Ausschnitt des Fotos, als Frank Asbrock, Sozialpsychologe an der Technischen Universität Chemnitz vom SRF zu der Frage interviewt wurde, warum „immer mehr Menschen Folter für gerechtfertigt halten und bereit sind, rechtsstaatliche Prinzipien aufzugeben“. Die amerikanische Zeitschrift Reason bebilderte im April 2017 ihren Artikel über die Klage zur Veröffentlichung eines Senatsberichts über geheime Folter und die Inhaftierung von Terrorverdächtigen mit Wagners Foto. Im August 2017 verwendete die finnische Plattform MTV Uutiset Wagners Foto. Die arabische Website des Hohen Kommissars der Vereinten Nationen für Menschenrechte (UNHCHR) nutzte ebenfalls Wagners Foto, um im Oktober 2017 einen Artikel gegen staatliche Folter zu illustrieren, die nicht nur illegal, sondern auch nutzlos sei, weil sie die Wahrscheinlichkeit von Falschaussagen erhöhe. Es gebe keine Beweise dafür, dass Folter verlässliche Informationen liefere – Wolfgang Nešković sagte 2017, „die Rechtfertigung der CIA für die Anwendung der verschärften Verhörmethoden stützte sich auch auf unzutreffende Behauptungen über ihre Wirksamkeit.“ Auch in anderen Sprachversionen des UNHCHR-Artikels – er existiert in spanisch, russisch, französisch und englisch – wird das Foto verwendet. Die italienische Tageszeitung La Stampa benutzte Wagners Foto im August 2021 zur Illustration und nannte zwar den Namen des Künstlers, nicht aber jenen des Fotografen. Darüber hinaus wurde im August 2022 in Thailand einem Artikel zu einem Gesetzesentwurf zur Verhütung von Folter das Foto von Wagner beigegeben.
Im Internet finden sich weitere öffentlich zugängliche Fotos. Beispielsweise stellte der Weser-Kurier eine Fotostrecke zur Verfügung. Der britische Stockfotografie-Anbieter Alamy stellt fünf dpa-Fotos vom 6. Oktober 2015 – dem Tag der Ausstellungseröffnung in Bremen – zur Verfügung, darunter eines, das Tannhäuser und Murat Kurnaz vor der Skulptur zeigt. Die Berliner Bildagentur Imago vermarktet 15 Fotos, die am 7. Oktober 2015 in Bremen aufgenommen wurden. Für die Werbekampagne von Amnesty wurde ein gesondertes Foto mit dem gelb unterlegten Logo von AI erstellt. Auf seinem Profil bei Adforum versah Nick Anderson das Foto mit dem ebenfalls gelb unterlegten Slogan „Zeichen gegen Folter setzen“.
In Niedersachsen fand Wagners Foto im August 2022 Eingang in ein Schulbuch für den Politikunterricht am Gymnasium.

## Der Film
Im Auftrag von Amnesty International stellte die Berliner Agentur Scholz & Friends einen kleinen Dokumentarfilm über die Skulptur, die Aktion von Amnesty und einige Zuschauerreaktionen her. Grundlage war die Präsentation der Fountain against Torture im Jahr 2015 in Bremen. Der Film ist Teil einer Werbekampagne für AI. Er wurde im März 2016 fertiggestellt und wird seitdem an verschiedenen Orten im Netz präsentiert.

## Präsentationen
Ab Herbst 2015 wurde die Skulptur in verschiedenen deutschen Städten präsentiert. In der Regel eröffneten lokale Politiker die Ausstellung. Frühere Folteropfer waren mitunter zugegen und sorgten für zusätzliche mediale Aufmerksamkeit.
Am 6. Oktober 2015 begann am Goetheplatz in Bremen die Präsentation der Skulptur vor dem Theater am Goetheplatz, mit der Amnesty International laut dem Weser-Kurier (WK) „ein Zeichen gegen Folter“ als „eine der Hauptursachen für die Flucht von Millionen Menschen weltweit“ setzen wollte. Der Bremer Murat Kurnaz, „der fast fünf Jahre unschuldig in dem US-Gefangenenlager Guantanamo saß und dort gefoltert wurde“, wohnte am ersten Tag der bis zum 12. Oktober währenden Präsentation bei. Die mit sechs Fotos bestückte Fotostrecke des Blattes zeigt Tannhäuser neben Kurnaz an der Brunnenskulptur und Kurnaz, wie er an der Geldbox einen Euro einwirft. Für ihn gilt „in den USA weiterhin der Status ‚feindlicher Kämpfer‘“. „Das mag man sich gar nicht vorstellen, dass Menschen das erlebt haben“, sagte Christian Weber, Präsident der Bremischen Bürgerschaft, „Du glaubst, dass du ertrinkst“, sagte Kurnaz. Zwei Tage später wurde die Skulptur mutwillig beschädigt. Unbekannte rissen den Kanister ab. Der Künstler reparierte den Schaden „notdürftig“.
Vom 3. März bis 4. April 2017 wurde die Skulptur im Foyer des Rathauses von Bad Honnef präsentiert. Zeitgleich lagen im Rathaus Petitionen zur Unterschrift bereit: an Länder, „die immer noch Folter als ein probates Mittel der ‚Wahrheitsfindung‘ einsetzen“. Das Nachrichtenportal honnef-heute.de kündigte irrtümlich an, die Skulptur werde „später auf der documenta in Kassel zu sehen sein“.
Vom 10. Juni bis zum 17. September 2017 stellte Amnesty International das Werk während der documenta 14 am Königsplatz in Kassel aus, ohne dass sie Teil der Documenta wurde.

## Der Künstler

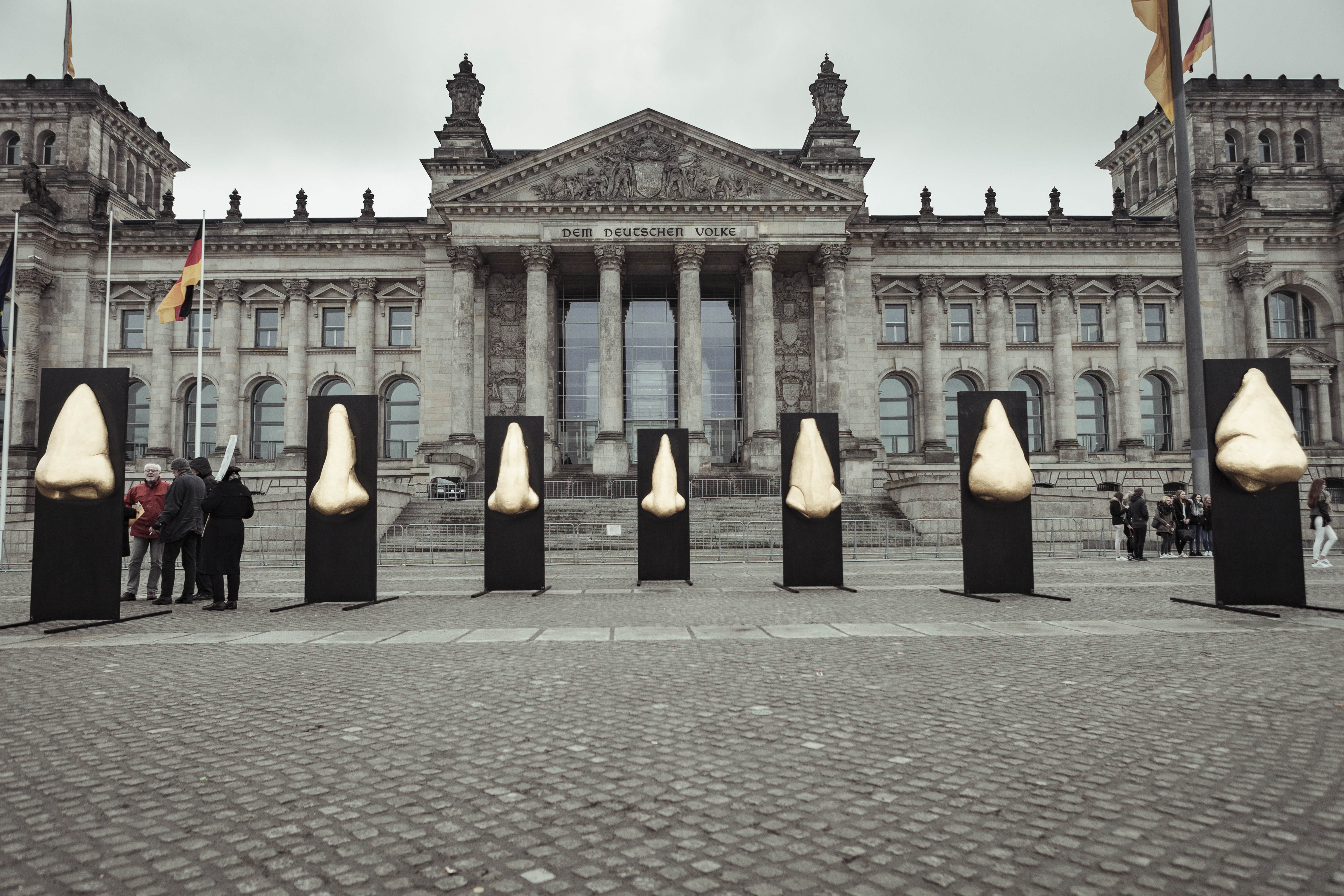
Goldene Nasen (2016)

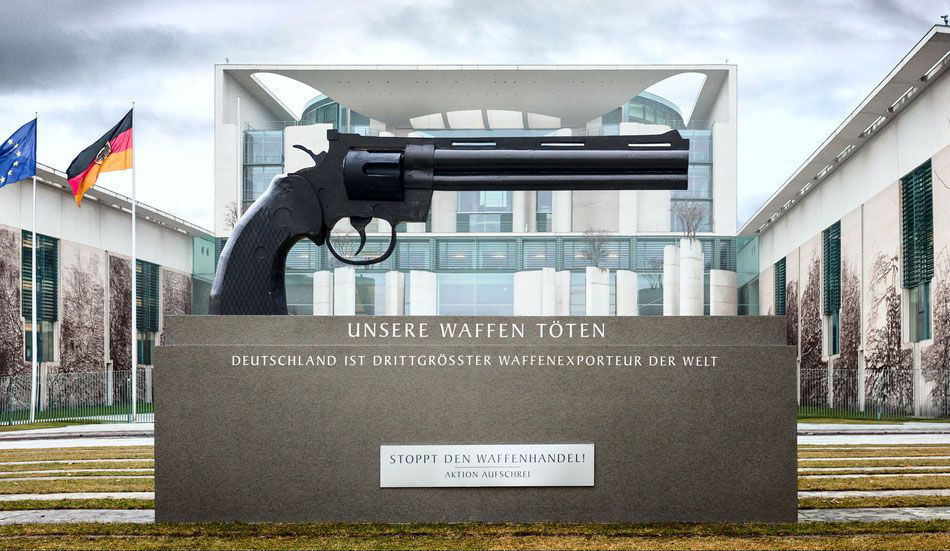
Unsere Waffen töten (2024)

Der 1974 in Altenburg geborene Künstler wurde die ersten 16 Lebensjahre bis zur Wende in der DDR sozialisiert. Er ist Maler, Bildhauer und Installationskünstler. Über sein Privatleben findet sich im Internet nichts. Auch auf seiner persönlichen Website gibt es kein Curriculum Vitae. Allerdings gab Tannhäuser im Jahr 2012 unter dem Titel Stationen ein Buch mit eigenen und Texten von Agata Dlugos und Steffi Weiss heraus, das seine Lebensstationen dokumentiert. Überdies vermittelte er in einem persönlichen und 2025 veröffentlichten Gespräch mit dem Kurator Gino Brackerini Einblicke in seine Arbeitsweise und jene Faktoren, die sein Schaffen beeinflussten. Tannhäuser lebt und arbeitet in Berlin und Wien.
Auf der Website einer Sammlung zeitgenössischer chinesischer und europäischer Kunst, die sich kritisch mit ihrer Zeit und ihrem Umfeld auseinandersetzt, gibt die Kuratorin Alexandra Grimmer einen Überblick über das Schaffen von Tannhäuser. Er habe 2001 mit seinen Rings of Fire June Carter und Johnny Cash ein Denkmal gesetzt und sich mit seiner Fountain Against Torture „gegen die Anwendung von Gewalt“ positioniert. Mit seinem Projekt 11 Pfeifen habe er „eine Klangskulptur aus elf ausrangierten Orgelpfeifen der Kirche in Prenzlau“ realisiert, „denen er durch einen Kompressor und 10 Bar Pressluft neues Leben“ eingehaucht hätte. In seinem Wiener Atelier horte er zahlreiche Geräte, Werkzeuge und Maschinen. Dort fänden sich unveröffentlichte Arbeiten „und völlig unerwartet: Werke auf der Grundlage elektronischer Technik von den 1990er Jahren bis heute“.
Neben seiner künstlerischen Arbeit betreibt Tannhäuser gemeinsam mit Gino Brackerini den Skulpturengarten Wien. Unter dem Titel Vergessen ist alles wurde ein Ausstellungsarchiv angelegt, das einige Projekte dokumentiert: Faces of Berlin (2011), Fountain against Torture (Kassel 2017), Menschenrechtsturm (Österreich 2017), Condé (Wien 2022), Hermes (Österreich/Deutschland November 2022 – Januar 2023), Gedankenträger (Wien 2023), Die Asche Eines Winters (Wien Oktober 2023) und Hase—Fasan—Fische & Frosch (Salzkammergut 2025). Darüber hinaus stellt Tannhäuser einige Arbeiten auf seiner eigenen Website vor, die er mit Kommentaren versah.

## Auszeichnungen
- 2016: Dritter Preis auf den New York Festivals[10][44]
- 2016: London International Award (LIA)[9]
- 2016: Silberner Stift[7][27]

Die Organisation The One Club, die sich seit 1961 als gemeinnütziger Verein der Förderung und Vernetzung der globalen Kreativbranche widmet, zeichnete die Fountain against Torture im Jahr 2016 mit dem „Silbernen Stift“ aus (im Original: One Show Silver Pencil). Mit ihren Preisen sollen „bahnbrechende Ideen bemerkenswerter kreativer Köpfe“ gewürdigt werden (im Original: „honoring some of the most groundbreaking ideas, created by some of the most remarkable minds in creativity“). Auf der Website, die zugleich ein Video über die Präsentation und ihre mediale Beachtung zur Verfügung stellt, heißt es:

“Although most countries signed the United Nations Convention against torture, it still exists in more than 140 countries in the world. Even in some democracies. How can Amnesty International make people aware of this ongoing scandal – and of the fact that it is in our hands to stop it? Since Guantanamo the most well known symbol for torture is waterboarding.”

„Obwohl die meisten Länder die Konvention der Vereinten Nationen gegen Folter unterzeichnet haben, gibt es Folter immer noch in mehr als 140 Ländern weltweit. Sogar in einigen Demokratien. Wie kann Amnesty International die Menschen auf diesen anhaltenden Skandal aufmerksam machen – und auf die Tatsache, dass es in unserer Hand liegt, ihn zu beenden? Seit Guantanamo ist Waterboarding das bekannteste Symbol für Folter.“